# Ertsafzetting
Met ertsafzetting wordt in de mijnbouw en mineralogie gerefereerd aan een gesteente dat bestaat uit een natuurlijke concentratie van ertsen in de aardkorst.

## Indeling
Ertsafzettingen worden ingedeeld naar hun wijze van ontstaan. Ook ertsmineralen zijn gesteentevormend; zij kunnen als ertsafzettingen op bepaalde plaatsen in gesteenten zijn geconcentreerd. Ze worden als volgt ingedeeld:
- Endogeen-magmatische of ignigene ertsafzettingen: deze zijn ontstaan in direct of indirect verband met een magma dat in de vaste aardkorst dringt.
- Exogene of sedimentogene ertsafzettingen: deze zijn het gevolg van werkingen vanuit de atmosfeer, hydrosfeer en biosfeer (lucht, water, planten en dieren) op gesteentebestanddelen van de aardkorst.
- Metamorfogene ertsafzettingen: dit type afzettingen ontstaat bij of wordt geconcentreerd door metamorfoseprocessen op reeds eerder gevormde gesteenten of mineralen.